# 皮耶·傅尼葉

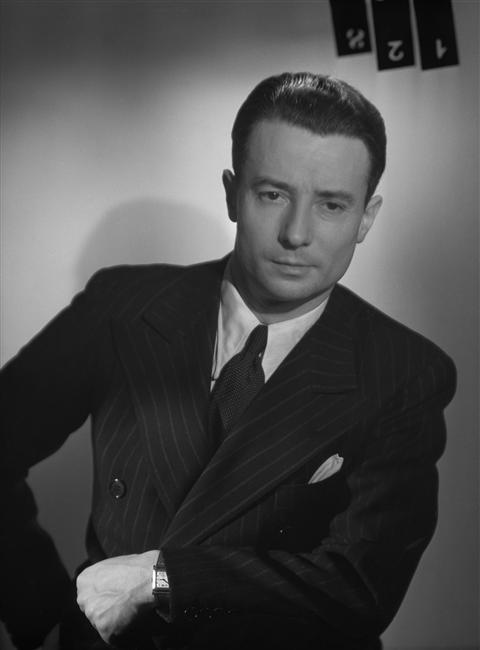
1941年的傅尼葉

皮耶·里翁·馬利·傅尼葉（法語：Pierre Léon Marie Fournier，1906年6月24日—1986年1月8日）是法國大提琴家，20世紀最具代表的大提琴演奏家之一。

## 生平
1906年，皮耶·傅尼葉在巴黎出生，他的祖父是著名的亚历山大三世桥的設計者，父親是職業軍人，母親則啟蒙了他的鋼琴演奏。九歲時，傅尼葉因小兒麻痺導致右足癱瘓，自此失去行走自由。因此，他將志向改為大提琴家。他在十七歲時以首獎成績自巴黎音樂院畢業，開始活躍於室內樂及獨奏活動。1929年2月起，他已是巴黎各家樂團經常合作的獨奏家，在國內有頻繁的演出、教學活動，在1937年至1949年期間陸續任教於巴黎市立、國立音樂院。此外他也受邀到鄰國演出，包括1936年在德國，1948年在美國，受到評論的讚譽。
1956年之後，定居於瑞士，不過他始終保有法國國籍。傅尼葉在生前一直持續演奏，直到約1984年為止。

## 獲獎與榮譽
- 法國榮譽勳位（Légion d'honneur）
  - 騎士勳位（Chevalier），1953年
  - 軍官勳位（Officier），1963年4月
- 法國唱片大獎，1955年（德弗乍克大提琴協奏曲）
- 2016年英國「古典音樂電台」（Classic FM）列名之〈史上16名著名大提琴家〉[2]

## 事件及爭議
- 1949年，傅尼葉被揭露曾在納粹佔領期間與納粹當局合作，並在德國控制的電台錄製演出。件經法國調查單位釐清之後，判決傅尼葉有罪，需禁演六個月時間[3]。

## 作品節選

### 首演作品
許多當代作曲家如阿尔贝·鲁塞尔、博胡斯拉夫·馬爾蒂努、弗朗西斯·普朗克、弗朗克·马丁等人，都曾將創作題獻予傅尼葉，並由他進行世界首演。例如：
- 馬爾蒂努第1號大提琴協奏曲，1930年
- 普朗克大提琴奏鳴曲，1948年

### 商業錄音
- 全本貝多芬鍵盤-大提琴奏鳴曲，與威廉·肯普夫
- 德弗乍克大提琴協奏曲，與指揮拉法埃尔·库贝利克，1955年
- 巴哈無伴奏大提琴組曲，1960年漢諾威錄音，被譽為史上最佳
- 與阿图尔·鲁宾斯坦、亨利克·谢林
  - 全本舒伯特鋼琴三重奏
  - 全本布拉姆斯鋼琴三重奏

## 其他
- 朱利安·劳埃德·韦伯是傅尼葉最出名的門生之一。
- 傅尼葉生前的用琴有1863年製的維堯姆（Vuillaume）、1722年製的戈弗里爾（Goffriller），另外還有一把罕見的1849年莫科泰爾（Maucotel），這把琴是他生涯中後期最主要的夥伴。

## 外部連結
- 皮耶·傅尼葉的Discogs页面（英文）
- 皮耶·傅尼葉的免费乐谱，由国际乐谱典藏计划提供